# Meconopsis regia
Meconopsis regia är en vallmoväxtart som beskrevs av George Taylor. Meconopsis regia ingår i släktet bergvallmor, och familjen vallmoväxter. Inga underarter finns listade i Catalogue of Life.